# Карригарт
Карригарт (англ. Carrigart; ирл. Carraig Airt) — деревня в Ирландии, находится в графстве Донегол (провинция Ольстер). Является частью Гэлтахта.

## Демография
Население — 249 человек (по переписи 2006 года).
Данные переписи 2006 года:
| Общие демографические показатели |               |                               |                               |      |      |
| Всё население                    | Всё население | Изменения населения 2002—2006 | Изменения населения 2002—2006 | 2006 | 2006 |
| 2002                             | 2006          | чел.                          | %                             | муж. | жен. |
| -                                | 249           | 249                           | 0                             | 116  | 133  |